# Leucospermum spathulatum
Leucospermum spathulatum är en tvåhjärtbladig växtart som beskrevs av Robert Brown. Leucospermum spathulatum ingår i släktet Leucospermum och familjen Proteaceae. Inga underarter finns listade i Catalogue of Life.